# UFC on Fox: Emmett vs. Stephens
UFC on Fox: Emmett vs. Stephens fue un evento de artes marciales mixtas organizado por Ultimate Fighting Championship que se llevó a cabo el 24 de febrero de 2018 en el Amway Center en Orlando, Florida.

## Historia
El evento estelar contó con el combate de peso pluma entre los estadounidenses Jeremy Stephens y Josh Emmett.
El evento coestelar contó con el combate de peso paja femenino entre Jéssica Andrade y Tecia Torres.
Yana Kunitskaya tenía previsto enfrentar a Sara McMann en el evento. Sin embargo, se anunció que McMann se enfrentaría a Marion Reneau en su lugar, después de que el oponente original de Reneau, Tonya Evinger, se retiró de su pelea programada una semana antes en UFC Fight Night 126.

## Premios extra
Cada peleador recibió los siguientes bonos de recompensa:
- Pelea de la Noche ($50.000): Alan Jouban vs. Ben Saunders
- Actuación de la Noche ($50.000): Jeremy Stephens y Illir Latifi